# Canaviais
Canaviais is een plaats (freguesia) in de Portugese gemeente Évora en telt 3001 inwoners (2001).